# Eois aurata
Eois aurata là một loài bướm đêm trong họ Geometridae.